# 朝鮮憲宗
朝鮮憲宗（：／ Joseon Heonjong；1827年9月8日—1849年7月25日），姓李，諱烉 （：／ Yi Hwan），字文應，號元軒，是朝鲜王朝的第24代君主，1834年至1849年在位。
憲宗為朝鮮文祖（即孝明世子）李旲之子，即位時年僅八歲。1837年立金祖根之女為妃，1839年，趙萬永弟弟趙寅永任領議政。
憲宗在位期間，朝鮮社會的封建身份制度開始崩潰，傳染病流行，百姓生活困難，流民急劇增加。1836年在忠清道的南膺中逆謀、1844年閔晉鏞獄事中，兩場陰謀都欲擁立恩彥君李裀的孫子為王；雖然這些陰謀都先被揭發，卻使國王的權威大為削弱。
與此同時，西方列強的勢力也開始進入朝鮮，外國船隻在慶尚道、全羅道和黃海道的沿岸頻繁出沒，導致人心惶惶。1839年，憲宗對天主教教徒進行鎮壓，巴黎外方傳教會的傳教士皮埃尔·菲利贝尔·莫邦（Pierre Philibert Maubant，羅伯多祿）以及劉進吉、丁夏祥等人信徒被殺，史稱己亥迫害。1845年，又處死了朝鮮籍神父金大建。
根據現存紀錄，憲宗和祖父純祖不同，關於他疾病的記載很少。不過到1844年春，憲宗身體開始衰弱，臉色無光、進食後腹部不斷腫脹，死前二十天演變成水腫；據此推測，憲宗的死因應為慢性腎臟病導致的併發症。死後廟號憲宗，諡號體健繼極中正光大至聖廣德弘運章化經文緯武明仁哲孝大王（清朝賜諡莊肅王）。大韓帝國建立後，他於1908年（隆熙二年）被追尊為皇帝，改諡體健繼極中正光大至聖廣德弘運章化經文緯武明仁哲孝成皇帝。

## 家庭

### 妻
| 稱號           | 生卒年         | 本貫 | 父母                                | 備註 |
| -------------- | -------------- | ---- | ----------------------------------- | ---- |
| 孝顯成皇后金氏 | 1828年－1843年 | 安東 | 永興府院君金祖根 韓城府夫人韓山李氏 | 元妃 |
| 孝定成皇后洪氏 | 1831年－1903年 | 南陽 | 益豐府院君洪在龍 延昌府夫人竹山安氏 | 繼妃 |

### 妾
| 稱號     | 生卒年         | 本貫 | 父母            | 備註                                               |
| -------- | -------------- | ---- | --------------- | -------------------------------------------------- |
| 慶嬪金氏 | 1832年－1907年 | 光山 | 金在清 平山申氏 | 憲宗十三年冊封為慶嬪，宮號為順和。高宗四十四年卒。 |
| 淑儀金氏 | 1813年－1895年 | 金海 | 金鶴聲          | 宮人出身，高宗四十三年（1906年）五月追封為淑儀。   |

### 女
| 稱號 | 名 | 生卒年 | 生母     | 配偶 | 備註                         |
| ---- | -- | ------ | -------- | ---- | ---------------------------- |
| 翁主 |    | ？－？ | 淑儀金氏 | 無   | 早卒，無封號。葬高陽栗木洞。 |